# Wolfgang Policek

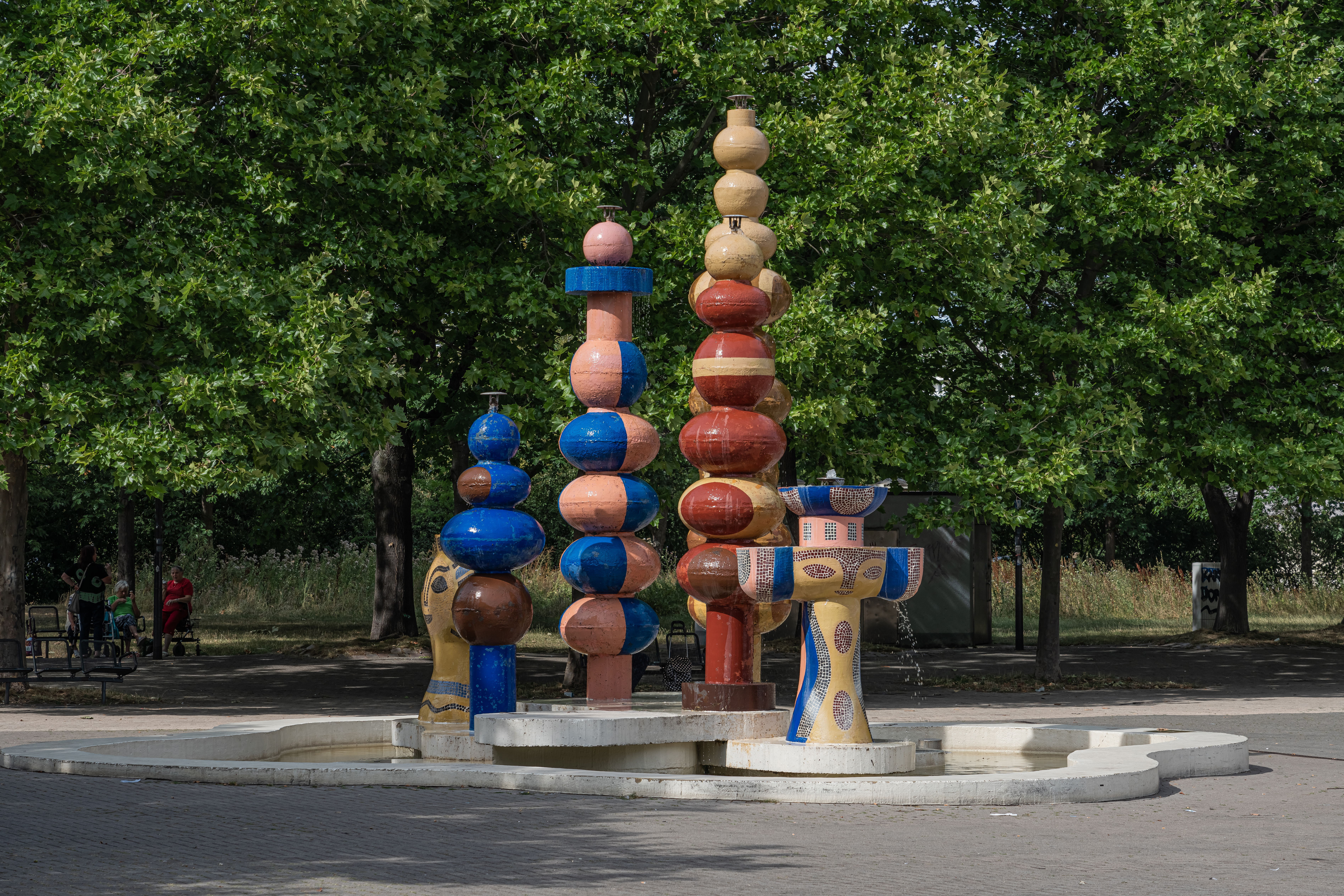
Wolfgang und Annedore Policek, 1982, Märchenbrunnen auf dem Neustädter Platz, Magdeburg

Wolfgang Policek (* 18. Oktober 1932 in Halberstadt; † 26. Februar 2000 in Magdeburg) war ein deutscher Maler und Grafiker.

## Leben und Werk
Policek absolvierte nach dem Besuch der Grundschule von 1949 bis 1951 in Halberstadt eine Lehre als Dekorationsmaler und arbeitete dann dort bis 1956 in seinem Beruf. Im Malzirkel von Julius Barheine sammelte er erste künstlerische Erfahrungen. Von 1957 bis 1960 studierte Policek an der Fachschule für angewandte Kunst Magdeburg und von 1960 bis 1965 in der Fachrichtung Wandmalerei, insbesondere bei Heinz Lohmar, an der Hochschule für Bildende Künste Dresden. Nach seinem Diplom arbeitete er freischaffend als Maler und Grafiker bis 1997 in Magdeburg. Dort hatte er in der Behringstraße 2 eines der wenigen Ateliers, die das Bombardement der Stadt im Zweiten Weltkrieg überstanden hatten. 1997 zog er mit seiner Frau, der Malerin Annedore Policek, nach Halberstadt.
Von 1965 bis 1990 war Policek Mitglied des Verbands Bildender Künstler der DDR, dann des Berufsverbandes Bildender Künstler Sachsen-Anhalt. Wie Jochen Aue, Manfred Gabriel, Helga und Frank Borisch vollzog er den ersten Bruch mit der restriktiven Kulturpolitik in der DDR der 1950er Jahre. Die Organisation des Bildnerischen auf der Wand war auch sein Grundprinzip der Tafelmalerei geworden, zu der er Anregungen in der Musik fand.
Policek nahm in seiner Magdeburger Zeit an allen Bezirkskunstausstellungen bis 1990, an den Ausstellungen „Vorgänge“ I und II im Kulturhistorischen Museum Magdeburg und an zentralen Ausstellungen der DDR wie der IX. und X. Kunstausstellung in Dresden teil.
Policek schuf, z. T. gemeinsam mit seiner Frau, als Auftragsarbeiten in der DDR insbesondere Werke im öffentlichen Raum und baugebundene Malereien und Keramikbilder. Ab den 1980er Jahren waren sie an der Gestaltung des Magdeburger Stadtteils Neu Olvenstedt, der als „Experimentalkomplex“ für den Wohnungsbau errichtet wurde, beteiligt. Weitere Arbeiten entstanden im Zusammenhang mit dem Bau von Neubauvierteln u. a. für das Krankenhaus und eine Schwimmhalle in Stendal sowie für Schulen in Magdeburg-Reform. Einige dieser Arbeiten fielen nach dem Ende der DDR dem Abriss zum Opfer, so Bilder auf Meißner Baukeramik von 1983 im Magdeburger „Waldhof“.
Policek betätigte sich auch als Zeichner, Grafiker, vor allem Radierer, und seit den 1980er Jahren als Collagist. Er übernahm auch die farbige Gestaltung einiger Plastiken Joachim Sendlers.
Studienreisen führten Policek in die Sowjetunion, speziell in die Republiken Russland, Ukraine und Tadschikistan.
Einige Bilder Policeks befinden sich im Kulturhistorischen Museum Magdeburg. Sein Nachlass wird vom Berufsverband Bildender Künstler Sachsen-Anhalt e. V. (BBK Sachsen-Anhalt) verwaltet.

## Werke (Auswahl)
- Kirche (Radierung, 18,5 × 24,7 cm, 1977; Kulturhistorisches Museum Magdeburg)[2]
- Kristalline Formen (Radierung, 12 × 18 cm, 1981)[3]
- Engel (Collage, 53 × 36,5 cm, 1996)[4]
- Hinterhäuser in Magdeburg (Aquarell und Kohle, 63,7 × 54,5 cm, 1986; Kulturhistorisches Museum Magdeburg)[5]
- Zerstörte Kirche in Kiew (Kohle, 59,2 × 41 cm, 1976; Kulturhistorisches Museum Magdeburg)[6]

### Werke im öffentlichen Raum (Auswahl)
- Märchenbrunnen auf dem Neustädter Platz (1982; Magdeburg, Neustädter Platz; mit Annedore Policek)